# سنترفيل (جورجيا)
سنترفيل (بالإنجليزية: Centerville, Georgia)‏ هي مدينة تقع في مقاطعة هيوستون، جورجيا بولاية جورجيا في الولايات المتحدة. تبلغ مساحة هذه المدينة 59.2 (كم²)، وترتفع عن سطح البحر 137 م، بلغ عدد سكانها 7148 نسمة في عام 2010 حسب إحصاء مكتب تعداد الولايات المتحدة.

## وصلات خارجية
- www.centervillega.org/
- Cities & Counties - Georgia.gov